# Geometrische Abstraktion
Geometrische Abstraktion bezieht sich auf die Kunstrichtung Abstrakte Malerei bzw. Bildhauerei, sprengt aber zum Teil auch deren Grenzen. Sie verwendet geometrische Objekte wie Quadrat, Rechteck, Dreieck, Kreise und Ellipsen. Typisch für die Geometrische Abstraktion sind klar erkennbare Linien und die Aufteilung des Bildinhaltes in Einzelflächen. Die verwendete Farbpalette beinhaltet Primärfarben und unbunte Farben wie Schwarz, Weiß und Grau, in allen Tonabstufungen. Der Bildinhalt ist daher nicht gegenständlich. Das Bild verzichtet vollständig auf gegenständliche Inhalte. Im Vordergrund steht das Zusammenspiel von Farben und Formen.
Ausgehend von den Theorien Piet Mondrians und Theo van Doesburgs entwickelte sich daraus die Konkrete Kunst.
Der Begriff Geometrische Abstraktion ist weltweit sehr verbreitet. Im deutschen Sprach- und Kulturraum allerdings weniger, weil man hier vorherrschend eine strikte Grenze zieht zwischen der noch so abstrahierenden Darstellung konkreter Bildgegenstände (Abstrakte Kunst) und der Konkretisierung abstrakter Gedanken, Emotionen oder Prozesse in künstlerischen Werken (Konkrete Kunst). Der konkrete Künstler Max Bill z. B. wäre sicher nicht damit einverstanden, dass eine amerikanische Galerie eins seiner Werke als Mid Century Modern Geometric Abstraction einordnet. Die Trennlinie zur Abstrakten Kunst wird im Begriff Geometrische Abstraktion überspielt, indem er beide künstlerischen Positionen umfasst. Das geht wohl auf die einflussreiche kosmopolitische Künstlergruppe Abstraction-Création zurück, 1931 in Frankreich unter anderen von Georges Vantongerloo gegründet, mit vielen sehr prominenten Mitgliedern. Der Name der Gruppe beschreibt die große Bandbreite der darin vertretenen Kunstrichtungen. Dabei steht „Création“ für die Schöpfung eines Kunstwerkes aus dem Nichts, präziser gesagt ohne einen materiellen Ausgangspunkt: also die Position der späteren Konkreten Kunst. Um möglichst viele „fortschrittliche“ Künstler in dieser Gruppe zu vereinen, versuchte man die vorhandenen Trennlinien zu verwischen, kam aber (bis heute) auch nicht ganz ohne unterscheidende Begriffe aus: Lyrische Abstraktion (französisch abstraction lyrique) und eben Geometrische Abstraktion (abstraction géométrique).
In der nordamerikanischen Kunst nach 1945 sehen sich gleich mehrere Kunstrichtungen (und ihre weltweiten Ausläufer) in der Tradition der Geometric abstraction, zum Beispiel die Post-painterly abstraction, das Hard Edge, die Color Field-Malerei und der Minimalismus.

## Vertreter der Geometrischen Abstraktion
- Josef Albers
- Geneviève Claisse (1935–2018), Frankreich
- Sonia Delaunay-Terk (1885–1979), Russland, Frankreich
- Robert Delaunay
- Theo van Doesburg
- Gabriele Evertz (* 1945), USA
- Sam Francis
- Günter Fruhtrunk
- Wassily Kandinsky
- Ellsworth Kelly
- Hilma af Klint (1862–1944), Schweden[7]
- František Kupka
- Jean Leppien
- Morris Louis
- Kasimir Sewerinowitsch Malewitsch
- Piet Mondrian
- Kenneth Noland
- Frank Stella
- Adam Szentpetery
- Paul Klee (1879–1940)